# 帕賴德奈拉山
46°55′53.8″N 10°14′29.7″E / 46.931611°N 10.241583°E
帕賴德奈拉山（義大利語：Paraid Naira），是中歐的山峰，位於意大利和瑞士接壤的邊境，屬於錫爾夫雷塔阿爾卑斯山脈的一部分，該山峰海拔高度3,015米，人類在1849年7月13日首次登頂。